# Miltochrista dentatelineata
Miltochrista dentatelineata là một loài bướm đêm thuộc phân họ Arctiinae, họ Erebidae.